# Paternion
Paternion is een gemeente in de Oostenrijkse deelstaat Karinthië, en maakt deel uit van het district Villach-Land.
Paternion telt 6078 inwoners.
Afritz am See · Arnoldstein · Arriach · Bad Bleiberg · Feistritz an der Gail · Feld am See · Ferndorf · Finkenstein am Faaker See · Fresach · Hohenthurn · Nötsch im Gailtal · Paternion · Rosegg · St. Jakob im Rosental · Stockenboi · Treffen am Ossiacher See · Velden am Wörther See · Weißenstein · Wernberg
- Gemeinsame Normdatei: 4457822-2
- Nationale Bibliotheek van Tsjechië: ge617317
- Virtual International Authority File: 241200594
- WorldCat: E39PBJtCGPfhhKJqcpy4HWH6Kd